# Elmer Gruñón
Elmer J. Fudd (Elmer Gruñón en la versión en español) es un personaje ficticio de dibujos animados, originario de la serie de cortometrajes Looney Tunes. 
Elmer es un cazador que suele aparecer en muchos episodios de Bugs Bunny y del Pato Lucas. Siempre trata de atrapar a Bugs Bunny y  al Pato Lucas, aunque siempre le terminan saliendo mal sus intentos. Elmer, suele vestir un gorro, una camisa tipo cazador y lleva una escopeta.

## Voz de Elmer Gruñón

### Estados Unidos
- Arthur Q. Bryan (1940 - 1959)
- Mel Blanc (1950, 1962 - 1989)
- Hal Smith (1959 - 1961)
- Jeff Bergman (1990 - 1992)
- Billy West (voz actual desde 1996)

### Habla hispana
- Humberto Valdepeña (primera voz)
- Juan José Hurtado (algunos cortos)
- Víctor Manuel "El Güero" Castro (algunos cortos)
- Francisco Colmenero (segunda voz)
- Herman López (voz actual)
- Alberto Mieza (voz en España)